# 1058

## مواليد
- أبو حامد محمد بن محمد الغزالي
- ابن خفاجة، شاعر (توفي 1137)
- بوهيموند الأول، أمير تارانتو (توفي 1111)

## وفيات
- سليمان بن جبيرول، شاعر وفيلسوف يهود أندلسي.
- ابن رشد الجد، من كبار فقهاء دولة المرابطين.
- الماوردي
- أبو الطيب الطبري